# 西部泰普提尼国家公园
西部泰普提尼国家公园（英語：Westland Tai Poutini National Park）简称西部区国家公园，是位于新西兰南岛西海岸的一座国家公园，成立于1960年，面积1175平方千米。公园内有60多个冰川，其中福克斯冰川和法兰士·约瑟夫冰川是世界上唯一流向热带雨林地区的冰川。公园覆盖从海拔超过3000米以上的高山到塔斯曼海岸的广大地区，拥有丰富多样的垂直景观。山下的低地雨林栖息有许多珍稀动物。

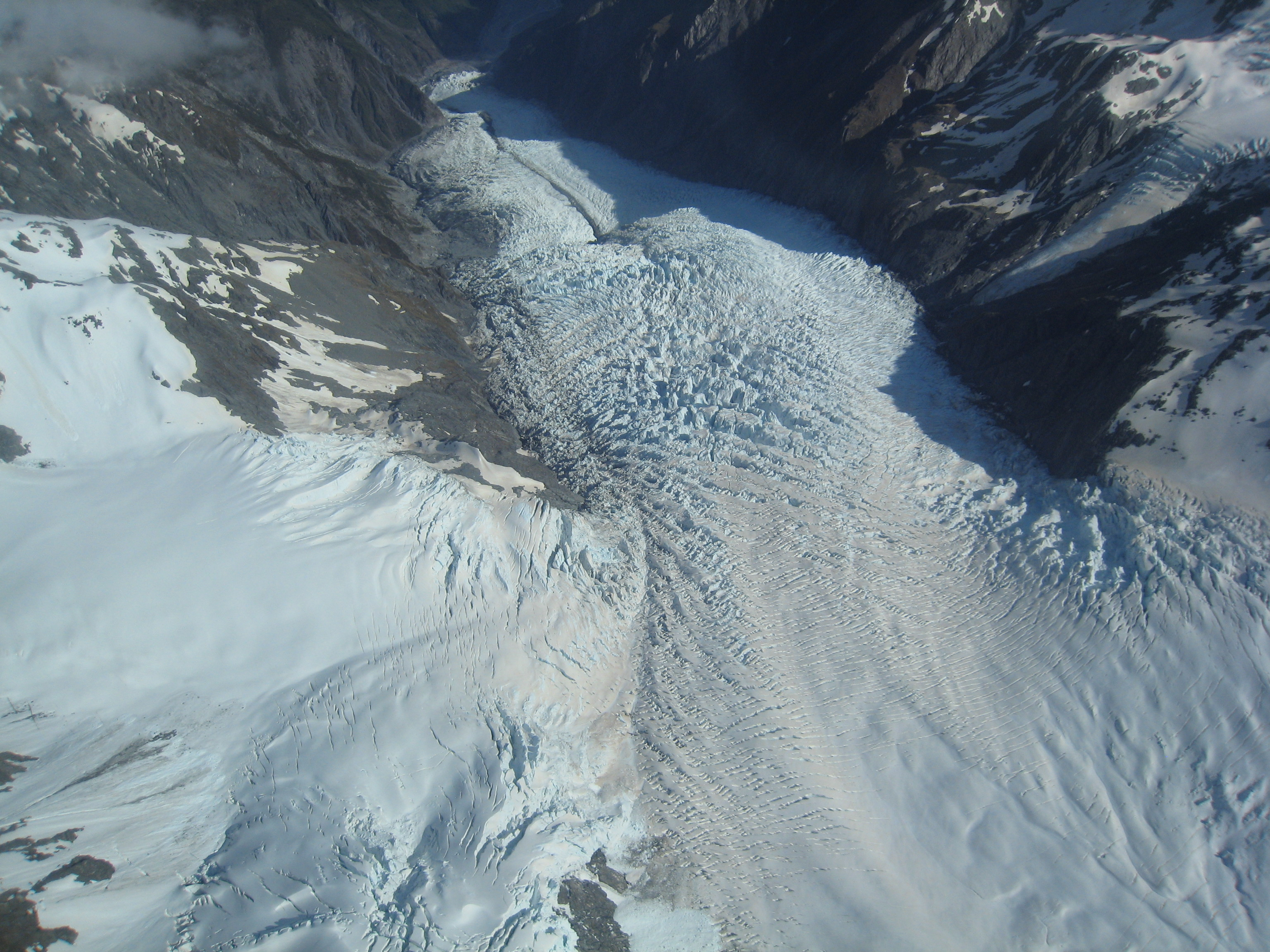
法兰士·约瑟夫冰川
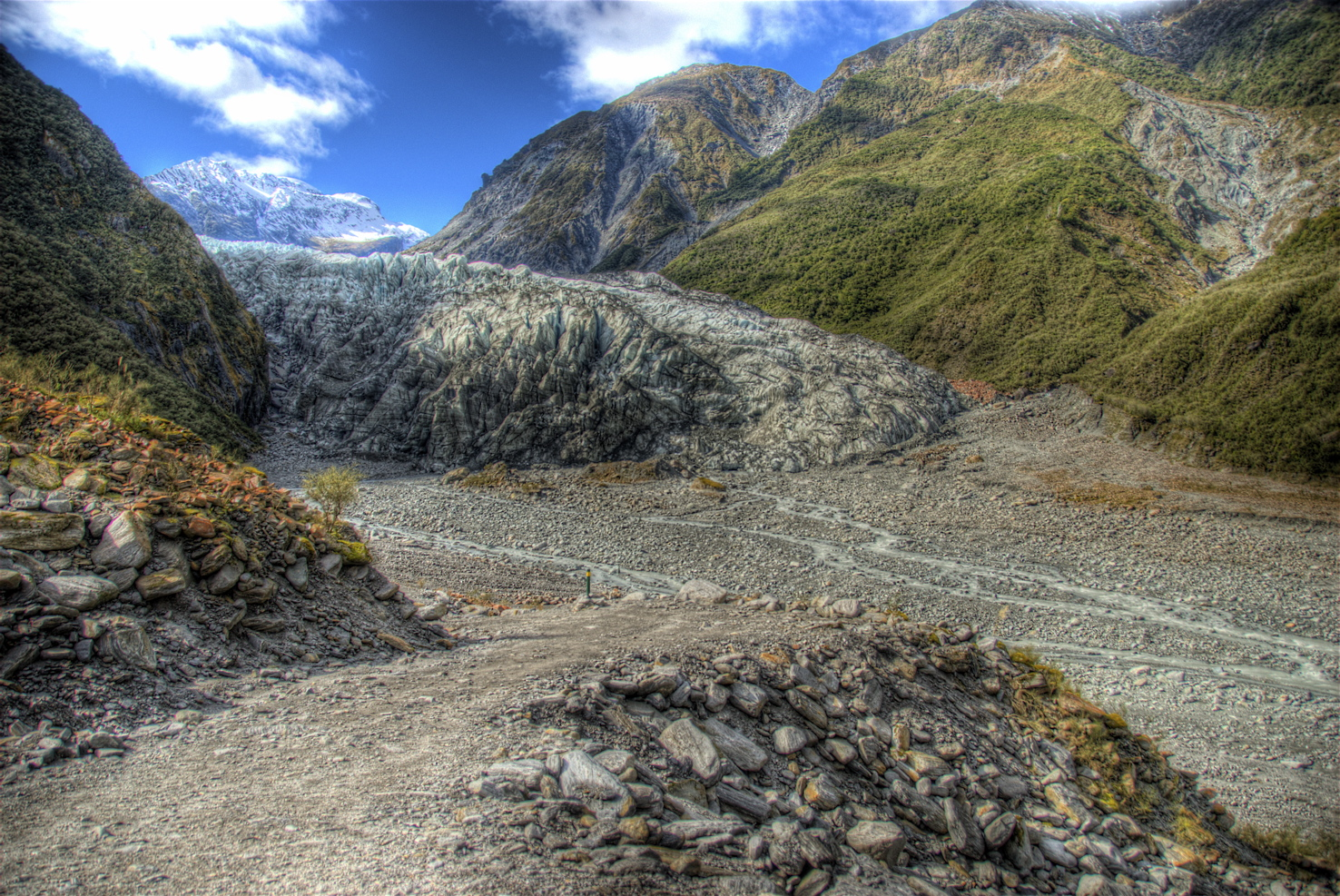
深入雨林的福克斯冰川